# Bargen (Schaffhausen)
Bargen is een gemeente en plaats in het Zwitserse kanton Schaffhausen.
Bargen telt 238 inwoners. Het is de noordelijkst gelegen gemeente van Zwitserland.